# Чирово
Чирово (каз. Чирово) — село в Зеленовском районе Западно-Казахстанской области Казахстана. Административный центр Чировского сельского округа. Код КАТО — 274471100.

## Население
В 1999 году население села составляло 465 человек (237 мужчин и 228 женщин). По данным переписи 2009 года, в селе проживало 390 человек (192 мужчины и 198 женщин).